# Jürgen Kauz
Jürgen Kauz (* 23. August 1974 in Wien) ist ehemaliger österreichischer Fußballspieler und aktueller Spielerberater. Der gebürtige Wiener absolvierte die meisten Einsätze in Jugendnationalmannschaften des ÖFB.

## Vereinskarriere
Kauz startete seine Karriere bei Austria Wien. Von der Akademie der Wiener wechselte er 1991 unter Trainer Herbert Prohaska zur Kampfmannschaft. Er absolvierte insgesamt 23 Spiele für die Veilchen, darunter einen Kurzeinsatz in der UEFA Champions League gegen den FC Barcelona. Nachdem ihm bei der Austria der Durchbruch verwehrt geblieben war, wechselte er innerhalb der österreichischen Bundesliga zu LASK Linz. Bei den Athletikern wurde er eine wichtige Stütze und letztlich sogar Mannschaftskapitän. In 107 Ligaspielen für die Linzer erzielte er elf Treffer. Zudem erzielte er in seinem einzigen UI-Cup-Spiel einen Doppelpack gegen Werder Bremen.
Im Jahr 2000 wechselte Kauz zurück nach Wien, diesmal jedoch zu Rapid Wien. Er galt als Hoffnungsträger der damals schwächelnden Hütteldorfer. In seinen zwei Jahren bei Rapid konnte Kauz nicht an seine Leistungen aus Linz anknüpfen. Kauz wurde durch eine Vielzahl an Verletzungen immer wieder zurückgeworfen. Er wechselte 2002 innerhalb der Liga zur Spielvereinigung Ried. In Ried war der Wiener jedoch nur Ergänzungsspieler und wurde meist nur eingewechselt. Es folgte der Wechsel zu Superfund Pasching. Beim Sensationsteam Pasching war Kauz jedoch nur Reservespieler und kam in einem halben Jahr lediglich zu zwei Kurzeinsätzen. Daraufhin wechselte er nach Vorarlberg zum Erste Liga-Team SCR Altach. 
Altach war die letzte Profistation des Mittelfeldspielers der seine Profikarriere aufgrund einer Hüftverletzung vorzeitig beenden musste. Er wechselte zu Schwarz-Weiß Bregenz und ließ seine Karriere bei mehreren unterklassigen Vereinen ausklingen.

## Nationalmannschaft
Kauz absolvierte zwei Spiele für die Österreichische Nationalmannschaft. Sein Debüt gab er am 18. August 1999 beim freundschaftlichen Länderspiel gegen Schweden in Malmö. Er wurde in der 68. Minute für Alfred Hörtnagl eingewechselt. Das Spiel endete 0:0-Unentschieden. Sein zweites und letztes Spiel bestritt er am 10. Oktober 1999 im EM-Qualifikationsspiel gegen Zypern im Wiener Ernst-Happel-Stadion. Er wurde in der 74. Minute für Harald Cerny eingewechselt. Österreich gewann 3:1.